# Grasleysa
Grasleysa est une île inhabitée d'Islande située dans les îles Vestmann. Avec les autres petites îles de Hani, Hæna et Hrauney, elle forme le petit archipel des Smáeyjar.